# Nandej černohlavý
Nandej černohlavý (Nandayus nenday, Vieillot, 1823) je druh papouška původem z jihovýchodní Bolívie, Brazílie, severní Argentiny, Paraguay. Velké kolonie těchto papoušků žijí v jižní a východní části Spojených států amerických.
Přípustný název tohoto druhu papouška je i Aratinga nandej.

## Popis

### Zbarvení
Hlava černá. Krk světlezelený, místy prosvítá žlutá barva. Hruď světlezelená, přechází do tyrkysové. Bříško žlutozelené. Křídla a ocas od světlezelené, přes tmavozelenou až po kovově modrou. Zbarvení na nohách je oranžové. Zobák černý, drápy tmavé. Duhovka může být bělavá až černá. Jsou-li ptáci drženi venku na přímém slunci, jsou jejich duhovky černé. Nandej černohlavý byl pojmenován podle své černé hlavy. Je jedním z nejznámějších a nejvýraznějších papoušků Jižní Ameriky.

### Hmotnost a velikost
Hmotnost dospělého jedince je mezi 130 až 150 g. Jeho délka dosahuje 28 až 30 cm.

## Život v přírodě
Divocí jedinci jsou velmi přátelští a mírumilovní. Žijí ve větších koloniích a málokdy se vzájemně napadají. Toto je hlavní důvod, proč si během několika týdnů zvykají na život v zajetí.

## Chov

### Krmení
Ve volné přírodě jsou to ořechy (vlašský, lískový, burský), semena ovoce a zelenina. V zajetí se používá již připravená směs nejrůznějších semen. Tato směs je obohacena o nezbytné vitamíny a minerály.

### Teoretické problémy
Tak jako mnoho představitelů třídy Aratinga, tak i nandej černohlavý je značně hlučný. Vydává ječivé výkřiky, které mohou některé lidi rozčilovat.